# Chocovice
Chocovice (deutsch Kötschwitz) ist eine Siedlung der Gemeinde Třebeň (Trebendorf) im Okres Cheb (Bezirk Eger) in der Tschechischen Republik.

## Lage

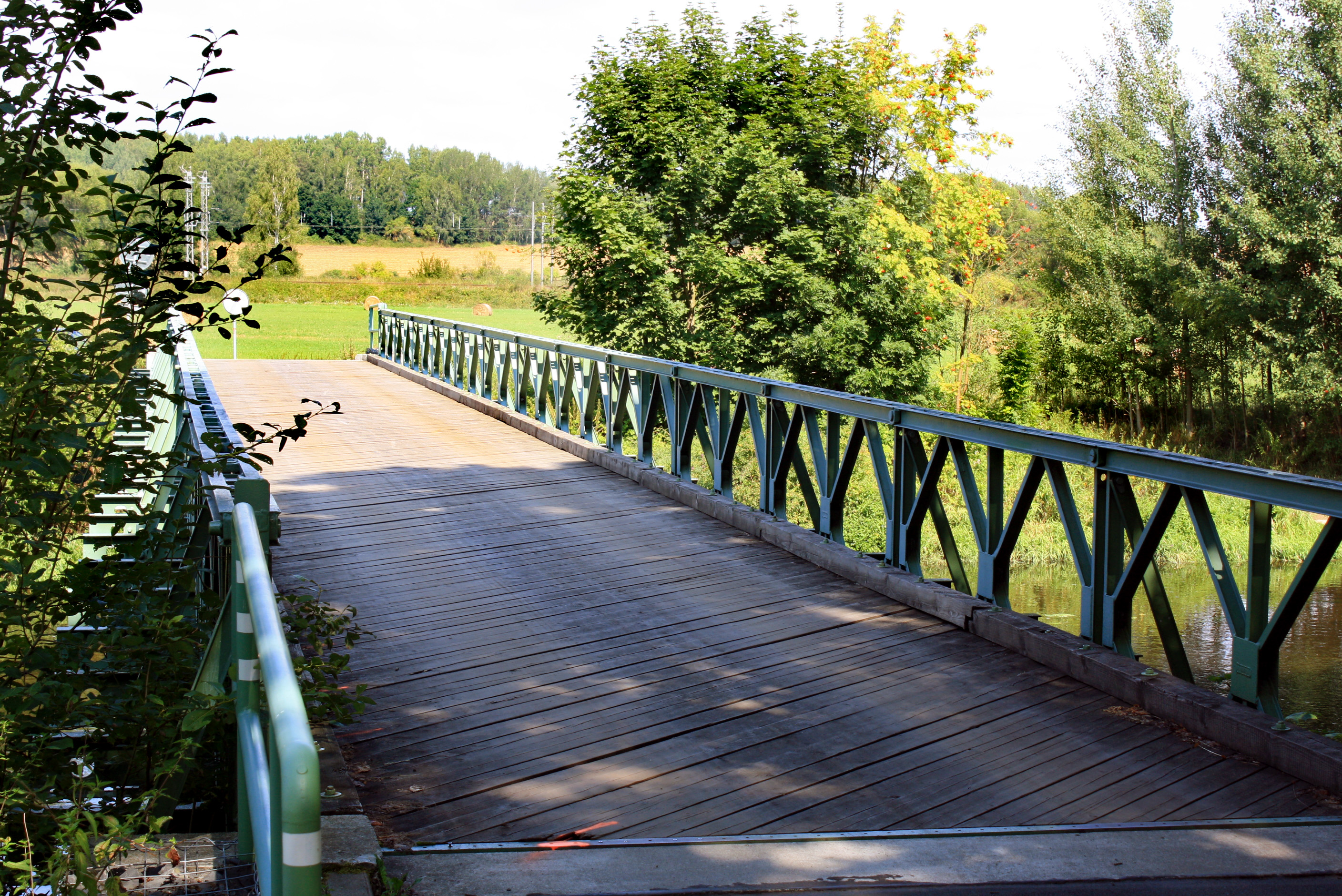
Egerbrücke

Das kleine Dorf befindet sich direkt an der Eger im Süden der Gemeinde Třebeň rund fünf Kilometer nordöstlich der Stadt Cheb, die zu deutsch ebenfalls Eger heißt. Die deutsch-tschechische Grenze ist sich sowohl Richtung Norden nach Bad Brambach als auch nach Westen Richtung Waldsassen keine zehn Kilometer entfernt. Die durch den Ort verlaufende Straße kommt von Süden aus Richtung Vokov (dt. Wogau) und führt nordwestlich Richtung Doubí (dt. Aag). Vokov liegt rund 500 m südöstlich.

## Geschichte

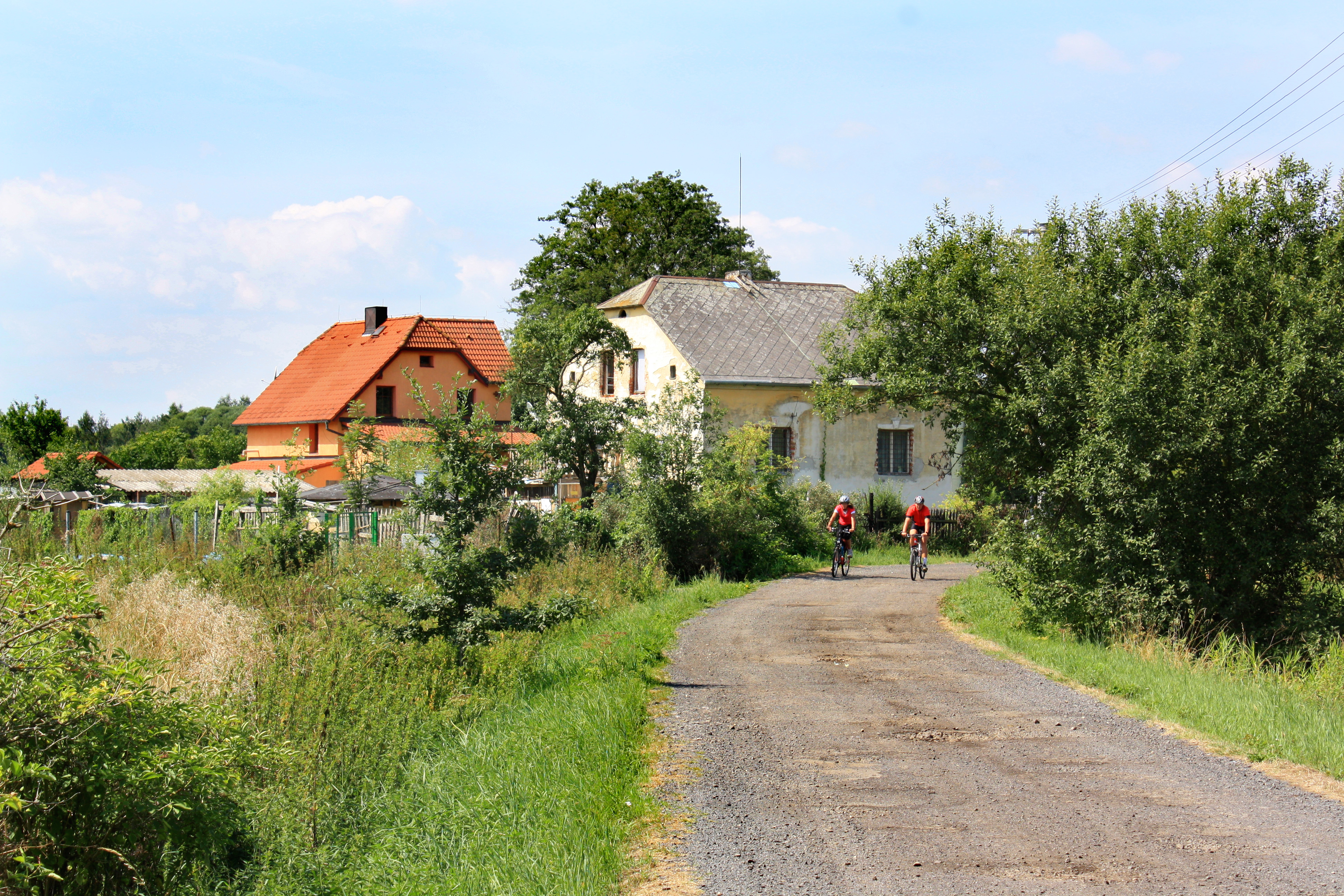
Blick in die Ortslage

Erstmals erwähnt wurde der Ort 1290. Aufgrund der Nähe zu Eger ergibt sich eine lange Verwaltungszugehörigkeit dorthin, bspw. zum Gerichtsbezirk Eger in der Tschechoslowakei. 2011 waren 15 Personen im Ort gemeldet, davon sechs Frauen und je ein Kind unter 14 bzw. eine Person, die 65 oder älter war.
| Jahr      | 1869 | 1880 | 1890 | 1900 | 1910 | 1921 | 1930 | 1950 | 1961 | 1970 | 1980 | 1991 | 2001 | 2011 |
| --------- | ---- | ---- | ---- | ---- | ---- | ---- | ---- | ---- | ---- | ---- | ---- | ---- | ---- | ---- |
| Einwohner | 132  | 113  | 118  | 127  | 130  | 108  | 99   | 64   | 42   | 31   | 10   | –    | 5    | 15   |
| Häuser    | 14   | 15   | 15   | 13   | 12   | 12   | 13   | 18   | –    | 6    | 4    | –    | 4    | 4    |

## Belege
1. ↑  STATISTICKÝ LEXIKON OBCÍ ČESKÉ REPUBLIKY 2013 Podle správního rozdělení k 1.1. 2013 a výsledků sčítání lidu, domů a bytů k 26. březnu 2011 Zpracoval Český statistický úřad ve spolupráci s Ministerstvem vnitra ČR. 1. Januar 2013, S. 269, archiviert vom Original (nicht mehr online verfügbar) am 6. März 2016; abgerufen am 19. März 2024 (tschechisch).  Info: Der Archivlink wurde automatisch eingesetzt und noch nicht geprüft. Bitte prüfe Original- und Archivlink gemäß Anleitung und entferne dann diesen Hinweis.
2. ↑  Archivierte Kopie (Memento des Originals vom 27. Oktober 2022 im Internet Archive)  Info: Der Archivlink wurde automatisch eingesetzt und noch nicht geprüft. Bitte prüfe Original- und Archivlink gemäß Anleitung und entferne dann diesen Hinweis.